# Les Astres FC
Frt Les Astres Football Club Douala, kurz Les Astres oder Astres FC, ist ein kamerunischer Fußballverein aus Douala.
Les Astres trägt seine Heimspiele im Stade de la Réunification in Douala aus, das mit einer Zuschauerkapazität von 30.000 das zweitgrößte Stadion in Kamerun ist. Der Verein stand 2007, 2009 und 2010 im nationalen Pokalfinale, gewann den Pokal aber nicht.

## Spiele in CAF Wettbewerben
- CAF Champions League: 1 Saison

2011 – Vorrunde
- CAF Confederation Cup: 3 Saisons

2006 – Erste Runde
2007 – Gruppenphase
2008 – Dritte Runde

## Bekannte Spieler
- Eric Bassombeng (2007)
- Clarence Bitang (2010–2011, ehemaliger Juniorennationalspieler von Kamerun)
- Abel Brown (liberianischer Nationalspieler)
- Narcisse Ekanga (2003–2007, ehemaliger Juniorennationalspieler von Kamerun)
- Alexis Enam (2004)
- Eric Kamdem Kamdem (1997–98)
- Francois Xavier Koufana Eyengue (2002–2009, ehemaliger Juniorennationalspieler von Kamerun)
- Ernest Mabouka (2004–2010)
- Francisco Mbome (2005, Nationalspieler von Äquatorialguinea)
- Hugo Patrick Nyame
- Edet Otobong (2006–2007)
- Lucien Owona-Ndong (2007–09)
- Boris Sambea (2010, Nationalspieler von Zentralafrika)
- David Wirikom Tahnya (2007-08)
- Valéry Tenfa (2005, Nationalspieler von Äquatorialguinea)